# Étang de Peetri
L'étang de Pierre (en estonien : Peetri tiik) est un étang situé dans le quartier Raadi-Kruusamäe à Tartu en Estonie.

## Description
L'étang est situé sur en bordure de la rue Peetri tänav près de la place Peetrituru.
Dans les années 2000, l'étang a été envahi de grandes plantes aquatiques.